# Segunda Autonómica de la Región de Murcia
La Segunda Autonómica de la Región de Murcia (hasta 2010 Primera Territorial) constituye el octavo y más bajo nivel de competición de la liga española de fútbol en la Región de Murcia. Antes de la creación de la Primera Autonómica en 2008, constituía el sexto nivel de competición. Su administración corre a cargo de la Federación de Fútbol de la Región de Murcia (FFRM), fundada en 1924.

## Sistema de competición
Para la temporada 2024-2025 la Segunda Autonómica contará con 25 equipos divididos en dos grupos. Los dos primeros clasificados de cada grupo ascienden a Primera Autonómica.

## Equipos 2025-2026
| Grupo 1 - Atlético Santa Cruz "B" - AD Barrio Peral - CD Ciudad de La Unión - CD Cruz Sangonera la Seca - EF Dolores de Pacheco - Huércal-Overa CF - Real Murcia CF "C" - Polideportivo Atlético Sangonera - Santiago de la Ribera FC - CF Santomera "B" - AD Sucina | Grupo 2 - AD Blanca San Roque - CD Bullense "B" - AD Ceutí Atlético - CD Ciudad de Mula - Deportivo Huracán - CD El Esparragal "B" - EF El Raal "B" - ED Javalí Viejo - La Ñora - Moratalla Fútbol Base - AD Pliego - EFB Puente Tocinos - Tiñosa FC |